# Arcade (village, New York)
Pour les articles homonymes, voir Arcade.
Ne doit pas être confondu avec Arcade (ville, New York).
Arcade est un village du comté de Wyoming, dans l'État de New York, aux États-Unis,. En 2010, il compte une population de 2 071 habitants.

## Démographie
Lors du recensement de 2010, le village comptait une population de 2 071 habitants, tandis qu'en 2019, elle est estimée à 1 933 habitants.